# Roland (Iowa)
Roland és una població dels Estats Units a l'estat d'Iowa. Segons el cens del 2000 tenia 1.324 habitants.

## Demografia
Segons el cens del 2000, Roland tenia 1.324 habitants, 485 habitatges, i 366 famílies. La densitat de població era de 473,3 habitants/km².
Dels 485 habitatges en un 41,9% hi vivien nens de menys de 18 anys, en un 66,6% hi vivien parelles casades, en un 6,8% dones solteres, i en un 24,5% no eren unitats familiars. En el 22,1% dels habitatges hi vivien persones soles el 10,7% de les quals corresponia a persones de 65 anys o més que vivien soles. El nombre mitjà de persones vivint en cada habitatge era de 2,73 i el nombre mitjà de persones que vivien en cada família era de 3,22.
Per edats la població es repartia de la següent manera: un 32,4% tenia menys de 18 anys, un 5,1% entre 18 i 24, un 30,9% entre 25 i 44, un 20,5% de 45 a 60 i un 11,1% 65 anys o més.
L'edat mediana era de 34 anys. Per cada 100 dones de 18 o més anys hi havia 96,3 homes.
La renda mediana per habitatge era de 47.461 $ i la renda mediana per família de 55.417 $. Els homes tenien una renda mediana de 34.118 $ mentre que les dones 27.045 $. La renda per capita de la població era de 18.165 $. Entorn del 4,1% de les famílies i el 4,3% de la població estaven per davall del llindar de pobresa.

## Poblacions més properes
El següent diagrama mostra les poblacions més properes.